# Scherma ai Giochi della XVII Olimpiade - Fioretto a squadre femminile
La competizione del fioretto a squadre femminile  di scherma ai Giochi della XVII Olimpiade si tenne il giorno 1º settembre 1960 al Palazzo dei Congressi di Roma.

## 1º turno
Le squadre prime e seconde dei quattro gruppi accedevano ai quarti di finale.

### Gruppo 1
Classifica
| Pos. | Nazione          | Vittorie | VI | SI | Incontri                    | Incontri          | Incontri             | Incontri |
| Pos. | Nazione          | Vittorie | VI | SI | Unione Sovietica (bandiera) | Italia (bandiera) | Venezuela (bandiera) |          |
| ---- | ---------------- | -------- | -- | -- | --------------------------- | ----------------- | -------------------- | -------- |
| 1    | Unione Sovietica | 2        | 22 | 7  | X                           | 9-4               | 13-3                 |          |
| 2    | Italia           | 1        | 17 | 12 | 4-9                         | X                 | 13-3                 |          |
| 3    | Venezuela        | 0        | 6  | 26 | 3-13                        | 3-13              | X                    |          |

Incontri
| Atleti (Vittorie individuali)                                                                   | Nazione                     | VT | VT | Nazione              | Atleti (Vittorie individuali)                                                |
| ----------------------------------------------------------------------------------------------- | --------------------------- | -- | -- | -------------------- | ---------------------------------------------------------------------------- |
| Claudia Pasini (4), Claudia Pasini (4) Velleda Cesari (3), Antonella Ragno (2)                  | Italia (bandiera)           | 13 | 3  | Venezuela (bandiera) | Ingrid Sander (1), Norma Santini (1) Belkis Leal (1), Teófila Márquiz (0)    |
| Valentina Prudskova (4), Aleksandra Zabelina (3) Ljudmila Šišova (3), Tat'jana Petrenko (3)     | Unione Sovietica (bandiera) | 13 | 3  | Venezuela (bandiera) | Belkis Leal (2), Ingrid Sander (1) Teófila Márquiz (0), Norma Santini (0)    |
| Galina Gorokhova (3), Aleksandra Zabelina (2) Valentina Prudskova (2), Valentina Rastvorova (2) | Unione Sovietica (bandiera) | 9  | 4  | Italia (bandiera)    | Velleda Cesari (2), Antonella Ragno (1) Irene Camber (1), Claudia Pasini (0) |

### Gruppo 2
Classifica
| Pos. | Nazione       | Vittorie | VI | SI | Incontri            | Incontri           | Incontri                 | Incontri |
| Pos. | Nazione       | Vittorie | VI | SI | Ungheria (bandiera) | Romania (bandiera) | Gran Bretagna (bandiera) |          |
| ---- | ------------- | -------- | -- | -- | ------------------- | ------------------ | ------------------------ | -------- |
| 1    | Ungheria      | 2        | 19 | 13 | X                   | 9-7                | 10-6                     |          |
| 2    | Romania       | 1        | 19 | 13 | 7-9                 | X                  | 12-4                     |          |
| 3    | Gran Bretagna | 0        | 10 | 22 | 6-10                | 4-12               | X                        |          |

Incontri
| Atleti (Vittorie individuali)                                                      | Nazione             | VT | VT | Nazione                  | Atleti (Vittorie individuali)                                                     |
| ---------------------------------------------------------------------------------- | ------------------- | -- | -- | ------------------------ | --------------------------------------------------------------------------------- |
| Ecaterina Lazăr (3), Eugenia Mateianu (3) Maria Vicol (3), Maria Vicol (3)         | Romania (bandiera)  | 12 | 4  | Gran Bretagna (bandiera) | Gillian Sheen (3), Jeannette Bailey (1) Shirley Netherway (0), Mary Glen-Haig (0) |
| Györgyi Székely (4), Ildikó Rejtő (3) Magdolna Kovács (2), Katalin Juhász-Nagy (1) | Ungheria (bandiera) | 10 | 6  | Gran Bretagna (bandiera) | Gillian Sheen (2), Jeannette Bailey (2) Shirley Netherway (1), Mary Glen-Haig (1) |
| Ildikó Rejtő (4), Lídia Dömölky (3) Magdolna Kovács (1), Györgyi Székely (1)       | Ungheria (bandiera) | 9  | 7  | Romania (bandiera)       | Olga Orban-Szabo (3), Maria Vicol (2) Ecaterina Lazăr (1), Eugenia Mateianu (1)   |

### Gruppo 3
Classifica
| Pos. | Nazione     | Vittorie | VI | SI | Incontri                             | Incontri               | Incontri           | Incontri |
| Pos. | Nazione     | Vittorie | VI | SI | Squadra Unificata Tedesca (bandiera) | Paesi Bassi (bandiera) | Austria (bandiera) |          |
| ---- | ----------- | -------- | -- | -- | ------------------------------------ | ---------------------- | ------------------ | -------- |
| 1    | Germania    | 2        | 19 | 9  | X                                    | 9-3                    | 10-6               |          |
| 2    | Paesi Bassi | 1        | 13 | 15 | 3-9                                  | X                      | 10-6               |          |
| 3    | Austria     | 0        | 12 | 20 | 6-10                                 | 6-10                   | X                  |          |

Incontri
| Atleti (Vittorie individuali)                                                     | Nazione                              | VT | VT | Nazione                | Atleti (Vittorie individuali)                                                     |
| --------------------------------------------------------------------------------- | ------------------------------------ | -- | -- | ---------------------- | --------------------------------------------------------------------------------- |
| Nina Kleijweg (3), Danny van Rossem (3) Leni Kokkes-Hanepen (2), Elly Botbijl (2) | Paesi Bassi (bandiera)               | 10 | 6  | Austria (bandiera)     | Helga Gnauer (2), Waltraut Ebert (2) Waltraut Peck-Repa (1), Maria Grötzer (1)    |
| Heidi Schmid (3), Helmi Höhle (3) Gundi Theuerkauff (3), Helga Stroh (1)          | Squadra Unificata Tedesca (bandiera) | 10 | 6  | Austria (bandiera)     | Helga Gnauer (2), Waltraut Ebert (2) Waltraut Peck-Repa (1), Maria Grötzer (1)    |
| Romy Weiß (3), Gundi Theuerkauff (2) Heidi Schmid (2), Helmi Höhle (2)            | Squadra Unificata Tedesca (bandiera) | 9  | 3  | Paesi Bassi (bandiera) | Leni Kokkes-Hanepen (1), Danny van Rossem (1) Elly Botbijl (1), Nina Kleijweg (0) |

### Gruppo 4
Classifica
| Pos. | Nazione     | Vittorie | VI | SI | Incontri           | Incontri           | Incontri               | Incontri |
| Pos. | Nazione     | Vittorie | VI | SI | Polonia (bandiera) | Francia (bandiera) | Stati Uniti (bandiera) |          |
| ---- | ----------- | -------- | -- | -- | ------------------ | ------------------ | ---------------------- | -------- |
| 1    | Polonia     | 1        | 17 | 14 | X                  | 9-6                | 8-8                    |          |
| 2    | Francia     | 1        | 16 | 15 | 6-9                | X                  | 10-6                   |          |
| 3    | Stati Uniti | 0        | 14 | 18 | 8-8                | 6-10               | X                      |          |

Incontri
| Atleti (Vittorie individuali)                                                      | Nazione                | VT     | VT     | Nazione                | Atleti (Vittorie individuali)                                                      |
| ---------------------------------------------------------------------------------- | ---------------------- | ------ | ------ | ---------------------- | ---------------------------------------------------------------------------------- |
| Judy Goodrich (4), Janice Romary (2) Maxine Mitchell (1), Harriet King (1)         | Stati Uniti (bandiera) | 8 (47) | 8 (47) | Polonia (bandiera)     | Elżbieta Pawlas (3), Sylwia Julito (3) Barbara Orzechowska (2), Genowefa Migas (0) |
| Monique Leroux (4), Régine Veronnet (3) Françoise Mailliard (2), Renée Garilhe (1) | Francia (bandiera)     | 10     | 6      | Stati Uniti (bandiera) | Janice Romary (3), Evelyn Terhune (2) Harriet King (1), Judy Goodrich (0)          |
| Barbara Orzechowska (3), Wanda Fukała (2) Elżbieta Pawlas (2), Sylwia Julito (2)   | Polonia (bandiera)     | 9      | 6      | Francia (bandiera)     | Monique Leroux (4), Régine Veronnet (1) Françoise Mailliard (1), Renée Garilhe (0) |

## Eliminazione diretta
|  | Quarti di Finale | Quarti di Finale | Quarti di Finale |          |                  | Semifinali       | Semifinali | Semifinali |        |          | Finali   | Finali   | Finali |  |
|  |                  |                  |                  |          |                  |                  |            |            |        |          |          |          |        |  |
|  | Unione Sovietica | Unione Sovietica | 8 (48)           |          |                  |                  |            |            |        |          |          |          |        |  |
|  | Unione Sovietica | Unione Sovietica | 8 (48)           |          |                  |                  |            |            |        |          |          |          |        |  |
|  | Francia          | Francia          | 8 (46)           |          |                  |                  |            |            |        |          |          |          |        |  |
|  | Francia          | Francia          | 8 (46)           |          | Unione Sovietica | Unione Sovietica | 9          |            |        |          |          |          |        |  |
|  |                  |                  |                  |          | Unione Sovietica | Unione Sovietica | 9          |            |        |          |          |          |        |  |
|  |                  |                  | Germania         | Germania | 3                |                  |            |            |        |          |          |          |        |  |
|  | Germania         | Germania         | Germania         | Germania | 3                | 9                |            |            |        |          |          |          |        |  |
|  | Germania         | Germania         |                  |          |                  |                  |            |            |        |          |          |          |        |  |
|  | Romania          | Romania          | 4                |          |                  |                  |            |            |        |          |          |          |        |  |
|  | Romania          | Romania          | 4                |          | Unione Sovietica | Unione Sovietica | 9          |            |        |          |          |          |        |  |
|  |                  |                  |                  |          |                  |                  |            |            |        |          |          |          |        |  |
|  |                  |                  | Ungheria         | Ungheria | 3                |                  |            |            |        |          |          |          |        |  |
|  | Ungheria         | Ungheria         | Ungheria         | Ungheria | 3                | 9                |            |            |        |          |          |          |        |  |
|  | Ungheria         | Ungheria         |                  |          |                  | 9                |            |            |        |          |          |          |        |  |
|  | Paesi Bassi      | Paesi Bassi      | 3                |          |                  |                  |            |            |        |          |          |          |        |  |
|  | Paesi Bassi      | Paesi Bassi      | 3                |          | Ungheria         | Ungheria         | 9          |            |        | 3º posto | 3º posto | 3º posto |        |  |
|  |                  |                  |                  |          | Ungheria         | Ungheria         | 9          |            |        |          |          |          |        |  |
|  |                  |                  | Italia           | Italia   | 3                |                  |            |            |        |          |          |          |        |  |
|  | Italia           | Italia           | Italia           | Italia   | 3                | 9                |            |            | Italia | Italia   | 9        |          |        |  |
|  | Italia           | Italia           |                  |          |                  |                  |            |            | Italia | Italia   | 9        |          |        |  |
|  | Polonia          | Polonia          | 5                |          |                  | Germania         | Germania   | 2          |        |          |          |          |        |  |

### Quarti di finale
| Squadra                                                                                         | Squadra          | Squadra     | Squadra                                                                            |
| Atleti (Vittorie individuali)                                                                   | VT               | VT          | Atleti (Vittorie individuali)                                                      |
| ----------------------------------------------------------------------------------------------- | ---------------- | ----------- | ---------------------------------------------------------------------------------- |
| Unione Sovietica                                                                                | Unione Sovietica | Francia     | Francia                                                                            |
| Valentina Rastvorova (3), Galina Gorokhova (2) Valentina Prudskova (2), Aleksandra Zabelina (1) | 8 (48)           | 8 (46)      | Monique Leroux (3), Kate Bernheim (2) Françoise Mailliard (2), Régine Veronnet (1) |
| Germania                                                                                        | Germania         | Romania     | Romania                                                                            |
| Helga Mees (3), Heidi Schmid (3) Romy Weiß (2), Helmi Höhle (1)                                 | 9                | 4           | Maria Vicol (3), Eugenia Mateianu (1) Olga Orban-Szabo (0), Ecaterina Lazăr (0)    |
| Ungheria                                                                                        | Ungheria         | Paesi Bassi | Paesi Bassi                                                                        |
| Lídia Dömölky (3), Ildikó Rejtő (3) Katalin Juhász-Nagy (2), Magdolna Kovács (1)                | 9                | 3           | Leni Kokkes-Hanepen (1), Nina Kleijweg (1) Elly Botbijl (1), Danny van Rossem (0)  |
| Italia                                                                                          | Italia           | Polonia     | Polonia                                                                            |
| Antonella Ragno (4), Irene Camber (3) Bruna Colombetti (1), Velleda Cesari (1)                  | 9                | 5           | Elżbieta Pawlas (2), Wanda Fukała (2) Barbara Orzechowska (1), Sylwia Julito (0)   |

### Semifinali
| Squadra                                                                                     | Squadra          | Squadra  | Squadra                                                                        |
| Atleti (Vittorie individuali)                                                               | VT               | VT       | Atleti (Vittorie individuali)                                                  |
| ------------------------------------------------------------------------------------------- | ---------------- | -------- | ------------------------------------------------------------------------------ |
| Unione Sovietica                                                                            | Unione Sovietica | Germania | Germania                                                                       |
| Valentina Rastvorova (3), Valentina Prudskova (2) Galina Gorokhova (2), Ljudmila Šišova (2) | 9                | 3        | Gundi Theuerkauff (1), Helga Mees (1) Romy Weiß (1), Heidi Schmid (0)          |
| Ungheria                                                                                    | Ungheria         | Italia   | Italia                                                                         |
| Lídia Dömölky (3), Katalin Juhász-Nagy (3) Magdolna Kovács (2), Ildikó Rejtő (1)            | 9                | 3        | Irene Camber (2), Antonella Ragno (1) Bruna Colombetti (0), Claudia Pasini (0) |

### Finali
| 3º e 4º posto                                                                  |         |          |                                                                   |
| Squadra                                                                        | Squadra | Squadra  | Squadra                                                           |
| Atleti (Vittorie individuali)                                                  | VT      | VT       | Atleti (Vittorie individuali)                                     |
| Italia                                                                         | Italia  | Germania | Germania                                                          |
| Irene Camber (3), Velleda Cesari (3) Antonella Ragno (2), Bruna Colombetti (1) | 9       | 2        | Heidi Schmid (1), Helga Mees (1) Helga Stroh (0), Helmi Höhle (0) |

| Finale                                                                                       |                  |          |                                                                                  |
| Squadra                                                                                      | Squadra          | Squadra  | Squadra                                                                          |
| Atleti (Vittorie individuali)                                                                | VT               | VT       | Atleti (Vittorie individuali)                                                    |
| Unione Sovietica                                                                             | Unione Sovietica | Ungheria | Ungheria                                                                         |
| Tat'jana Petrenko (3), Valentina Rastvorova (3) Ljudmila Šišova (2), Valentina Prudskova (1) | 9                | 3        | Katalin Juhász-Nagy (1), Lídia Dömölky (1) Ildikó Rejtő (1), Magdolna Kovács (0) |

## Podio
| Oro | Argento                                                                                 | Bronzo                                                                             |
| Unione Sovietica Valentina Rastvorova Galina Gorokhova Tat'jana Petrenko Ljudmila Šišova Valentina Prudskova Aleksandra Zabelina | Ungheria Ildikó Rejtő Györgyi Székely Magdolna Kovács Katalin Juhász-Nagy Lídia Dömölky | Italia Antonella Ragno Irene Camber Velleda Cesari Bruna Colombetti Claudia Pasini |